# Großer Preis von Saudi-Arabien 2025
Der Große Preis von Saudi-Arabien 2025 (offiziell Formula 1 STC Saudi Arabian Grand Prix 2025) fand am 20. April auf dem Jeddah Corniche Circuit in Dschidda statt und war das fünfte Rennen der Formel-1-Weltmeisterschaft 2025.

## Bericht

### Hintergründe
Der Grand Prix sollte wie auch der Große Preis von Bahrain in der Vorwoche wieder an einem Sonntag stattfinden, nachdem er im Vorjahr aufgrund des Ramadans an einem Samstag stattfand.
Nach dem Großen Preis von Bahrain führte Lando Norris in der Fahrerwertung mit drei Punkten vor Oscar Piastri und mit acht Punkten vor Max Verstappen. In der Konstrukteurswertung führte McLaren mit 58 Punkten vor Mercedes und mit 80 Punkten vor Red Bull Racing.
Beim Großen Preis von Saudi-Arabien stellte Pirelli den Fahrern die Reifenmischungen C3 Hard (weiß), C4 Medium (gelb), C5 Soft (rot) sowie Cinturato Intermediates (grün) und Cinturato Full-Wets (blau) für nasse Bedingungen zur Verfügung.
Verstappen (acht), Fernando Alonso, Liam Lawson (jeweils fünf), Piastri, Nico Hülkenberg, Lance Stroll, Jack Doohan (jeweils vier), Norris, Carlos Sainz jr., Esteban Ocon (jeweils drei), Oliver Bearman, Alexander Albon (jeweils zwei) und George Russell (einer) gingen mit Strafpunkten ins Wochenende.
Mit Verstappen (zweimal) und Lewis Hamilton (einmal) traten zwei ehemalige Sieger zu diesem Grand Prix an.
Als Rennkommissare für dieses Rennwochenende fungierten Nish Shetty (SGP), Loïc Bacquelaine (BEL), Enrique Bernoldi (BRA) und Hassan Al Abdali (SAU).

### Training
Im ersten freien Training war Pierre Gasly in 1:29,239 Minuten Schnellster vor Norris und Charles Leclerc.
Im zweiten freien Training fuhr Norris in 1:28,267 Minuten die Bestzeit vor Piastri und Verstappen. Das Training wurde nach einem Unfall von Yūki Tsunoda kurzzeitig unterbrochen.
Im dritten freien Training fuhr Norris in 1:27,489 erneut die Bestzeit vor Piastri und Russell.

### Qualifying
Das Qualifying bestand aus drei Teilen mit einer Nettolaufzeit von 45 Minuten. Im ersten Qualifying-Segment (Q1) hatten die Fahrer 18 Minuten Zeit, um sich für das Rennen zu qualifizieren. Alle Fahrer, die maximal 107 Prozent der schnellsten Rundenzeit betrug, qualifizierten sich für den Grand Prix. Die besten 15 Fahrer qualifizierten sich für den nächsten Teil. Verstappen war Schnellster. Stroll, Doohan, die beiden Kick Sauber-Piloten sowie Ocon schieden aus.
Der zweite Abschnitt (Q2) dauerte 15 Minuten. Die zehn schnellsten Piloten qualifizierten sich für den nächsten Teil. Norris war Schnellster. Albon, Lawson, Alonso, Isack Hadjar sowie Bearman schieden aus.
Der finale Abschnitt (Q3) ging über eine Zeit von zwölf Minuten, in denen die ersten zehn Startpositionen vergeben wurden. Verstappen fuhr in 1:27,294 Minuten die Bestzeit vor Piastri und Russell. Die Session wurde nach einem Unfall von Norris kurzzeitig unterbrochen. Verstappen sicherte sich seine 42. Karriere-Pole und brach zudem den Streckenrekord, welchen er selbst im Vorjahr aufgestellt hatte.
Rennen
Piastri startete besser als der vor ihm auf der Pole stehende Verstappen und die beiden fuhren parallel in die erste Kurve ein. Dort kürzte dann Verstappen ab und behielt so die Führung. In Kurve fünf berührte dann Tsunoda mit seinem rechten Vorderrad den linken Hinterreifen von Gasly, welcher sich dann in die Mauer drehte und auf der Stelle ausschied. Tsunoda fuhr noch an die Box, musste dort allerdings seinen Red Bull-Boliden abstellen. Das Safety-Car wurde daraufhin auf die Strecke geschickt.
In der vierten Runde wurde das Rennen wieder freigegeben und Verstappen erhielt zeitgleich eine Fünf-Sekunden-Zeitstrafe für das Abkürzen der Kurve beim Start. Bis zu den Boxenstopps blieb die Reihenfolge in der Spitzengruppe unverändert. Piastri eröffnete die Boxenstopp-Phase in der 20. Runde und kam als Sechster hinter Hamilton wieder auf die Strecke, konnte diesen aber direkt wieder überholen. Ihm folgte zunächst Russell, ehe auch Verstappen in der 22. Runde seine Stopp einlegte, seine Strafe absaß und hinter Piastri und vor Russell wieder auf die Strecke zurückkehrte. Leclerc führte zu diesem Zeitpunkt das Rennen an. Dieser wechselte in der 30. Runde dann die Reifen und Piastri übernahm wieder die Führung, welche er bis zum Ende auch behielt.
Piastri gewann schließlich das Rennen vor Verstappen und Leclerc. Die restlichen Punkteplatzierungen belegten Norris, Russell, Andrea Kimi Antonelli, Hamilton, Sainz jr., Albon und Hadjar.
Mit dem Sieg übernahm Piastri erstmals in seiner Karriere die Führung in der Fahrerweltmeisterschaft vor Norris und Verstappen. In der Konstrukteurswertung blieben die ersten drei Positionen derweil unverändert.

## Meldeliste
| Team                                        | Nr. | Stammfahrer           | Chassis                           | Motor      | Reifen |
| ------------------------------------------- | --- | --------------------- | --------------------------------- | ---------- | ------ |
| Oracle Red Bull Racing                      | 01  | Max Verstappen        | Red Bull Racing RB21              | Honda RBPT | P      |
| Oracle Red Bull Racing                      | 22  | Yūki Tsunoda          | Red Bull Racing RB21              | Honda RBPT | P      |
| McLaren Formula 1 Team                      | 81  | Oscar Piastri         | McLaren MCL39                     | Mercedes   | P      |
| McLaren Formula 1 Team                      | 04  | Lando Norris          | McLaren MCL39                     | Mercedes   | P      |
| Scuderia Ferrari HP                         | 16  | Charles Leclerc       | Ferrari SF-25                     | Ferrari    | P      |
| Scuderia Ferrari HP                         | 44  | Lewis Hamilton        | Ferrari SF-25                     | Ferrari    | P      |
| Mercedes-AMG Petronas Formula One Team      | 63  | George Russell        | Mercedes-AMG F1 W16 E Performance | Mercedes   | P      |
| Mercedes-AMG Petronas Formula One Team      | 12  | Andrea Kimi Antonelli | Mercedes-AMG F1 W16 E Performance | Mercedes   | P      |
| Aston Martin Aramco Formula One Team        | 18  | Lance Stroll          | Aston Martin AMR25                | Mercedes   | P      |
| Aston Martin Aramco Formula One Team        | 14  | Fernando Alonso       | Aston Martin AMR25                | Mercedes   | P      |
| BWT Alpine F1 Team                          | 10  | Pierre Gasly          | Alpine A525                       | Renault    | P      |
| BWT Alpine F1 Team                          | 07  | Jack Doohan           | Alpine A525                       | Renault    | P      |
| MoneyGram Haas F1 Team                      | 31  | Esteban Ocon          | Haas VF-25                        | Ferrari    | P      |
| MoneyGram Haas F1 Team                      | 87  | Oliver Bearman        | Haas VF-25                        | Ferrari    | P      |
| Visa Cash App Racing Bulls Formula One Team | 06  | Isack Hadjar          | Racing Bulls VCARB 02             | Honda RBPT | P      |
| Visa Cash App Racing Bulls Formula One Team | 30  | Liam Lawson           | Racing Bulls VCARB 02             | Honda RBPT | P      |
| Atlassian Williams Racing                   | 23  | Alexander Albon       | Williams FW47                     | Mercedes   | P      |
| Atlassian Williams Racing                   | 55  | Carlos Sainz jr.      | Williams FW47                     | Mercedes   | P      |
| Stake F1 Team Kick Sauber                   | 27  | Nico Hülkenberg       | Kick Sauber C45                   | Ferrari    | P      |
| Stake F1 Team Kick Sauber                   | 05  | Gabriel Bortoleto     | Kick Sauber C45                   | Ferrari    | P      |

## Klassifikationen

### Qualifying
| Pos.                                                                      | Fahrer                | Konstrukteur                 | Q1       | Q2       | Q3         | Start |
| ------------------------------------------------------------------------- | --------------------- | ---------------------------- | -------- | -------- | ---------- | ----- |
| 01                                                                        | Max Verstappen        | Red Bull Racing-Honda RBPT   | 1:27,778 | 1:27,529 | 1:27,294   | 01    |
| 02                                                                        | Oscar Piastri         | McLaren-Mercedes             | 1:27,901 | 1:27,545 | 1:27,304   | 02    |
| 03                                                                        | George Russell        | Mercedes                     | 1:28,282 | 1:27,599 | 1:27,407   | 03    |
| 04                                                                        | Charles Leclerc       | Ferrari                      | 1:28,552 | 1:27,866 | 1:27,670   | 04    |
| 05                                                                        | Andrea Kimi Antonelli | Mercedes                     | 1:28,128 | 1:27,798 | 1:27,866   | 05    |
| 06                                                                        | Carlos Sainz jr.      | Williams-Mercedes            | 1:28,354 | 1:28,024 | 1:28,164   | 06    |
| 07                                                                        | Lewis Hamilton        | Ferrari                      | 1:28,372 | 1:28,102 | 1:28,201   | 07    |
| 08                                                                        | Yūki Tsunoda          | Red Bull Racing-Honda RBPT   | 1:28,226 | 1:27,990 | 1:28,204   | 08    |
| 09                                                                        | Pierre Gasly          | Alpine-Renault               | 1:28,421 | 1:28,025 | 1:28,367   | 09    |
| 10                                                                        | Lando Norris          | McLaren-Mercedes             | 1:27,805 | 1:27,481 | keine Zeit | 10    |
| 11                                                                        | Alexander Albon       | Williams-Mercedes            | 1:28,279 | 1:28,109 | –          | 11    |
| 12                                                                        | Liam Lawson           | Racing Bulls-Honda RBPT      | 1:28,561 | 1:28,191 | –          | 12    |
| 13                                                                        | Fernando Alonso       | Aston Martin Aramco-Mercedes | 1:28,548 | 1:28,303 | –          | 13    |
| 14                                                                        | Isack Hadjar          | Racing Bulls-Honda RBPT      | 1:28,571 | 1:28,418 | –          | 14    |
| 15                                                                        | Oliver Bearman        | Haas-Ferrari                 | 1:28,536 | 1:28,648 | –          | 15    |
| 16                                                                        | Lance Stroll          | Aston Martin Aramco-Mercedes | 1:28,645 | –        | –          | 16    |
| 17                                                                        | Jack Doohan           | Alpine-Renault               | 1:28,739 | –        | –          | 17    |
| 18                                                                        | Nico Hülkenberg       | Kick Sauber-Ferrari          | 1:28,782 | –        | –          | 18    |
| 19                                                                        | Esteban Ocon          | Haas-Ferrari                 | 1:29,092 | –        | –          | 19    |
| 20                                                                        | Gabriel Bortoleto     | Kick Sauber-Ferrari          | 1:29,462 | –        | –          | 20    |
| 107-Prozent-Zeit: 1:33,922 min (bezogen auf Q1-Bestzeit von 1:27,778 min) |                       |                              |          |          |            |       |

Rennen
| Pos.                                                              | Fahrer                | Konstrukteur                 | Runden | Stopps | Zeit        | Start | Schnellste Runde |
| ----------------------------------------------------------------- | --------------------- | ---------------------------- | ------ | ------ | ----------- | ----- | ---------------- |
| 01                                                                | Oscar Piastri         | McLaren-Mercedes             | 50     | 2      | 1:21:06,758 | 02    | 1:32,228 (50.)   |
| 02                                                                | Max Verstappen        | Red Bull Racing-Honda RBPT   | 50     | 2      | + 2,843     | 01    | 1:32,280 (49.)   |
| 03                                                                | Charles Leclerc       | Ferrari                      | 50     | 2      | + 8,104     | 04    | 1:32,192 (49.)   |
| 04                                                                | Lando Norris          | McLaren-Mercedes             | 50     | 2      | + 9,196     | 10    | 1:31,778 (41.)   |
| 05                                                                | George Russell        | Mercedes                     | 50     | 2      | + 27,236    | 03    | 1:32,893 (44.)   |
| 06                                                                | Andrea Kimi Antonelli | Mercedes                     | 50     | 2      | + 34,688    | 05    | 1:32,396 (50.)   |
| 07                                                                | Lewis Hamilton        | Ferrari                      | 50     | 2      | + 39,073    | 07    | 1:32,600 (43.)   |
| 08                                                                | Carlos Sainz jr.      | Williams-Mercedes            | 50     | 2      | + 1:04,630  | 06    | 1:32,466 (50.)   |
| 09                                                                | Alexander Albon       | Williams-Mercedes            | 50     | 2      | + 1:06,515  | 11    | 1:33,477 (47.)   |
| 10                                                                | Isack Hadjar          | Racing Bulls-Honda RBPT      | 50     | 2      | + 1:07,091  | 14    | 1:33,257 (39.)   |
| 11                                                                | Fernando Alonso       | Aston Martin Aramco-Mercedes | 50     | 3      | + 1:15,917  | 13    | 1:33,009 (49.)   |
| 12                                                                | Liam Lawson           | Racing Bulls-Honda RBPT      | 50     | 2      | + 1:18,451  | 12    | 1:32,998 (43.)   |
| 13                                                                | Oliver Bearman        | Haas-Ferrari                 | 50     | 2      | + 1:19,194  | 15    | 1:33,238 (50.)   |
| 14                                                                | Esteban Ocon          | Haas-Ferrari                 | 50     | 2      | + 1:39,723  | 19    | 1:34,309 (47.)   |
| 15                                                                | Nico Hülkenberg       | Kick Sauber-Ferrari          | 49     | 2      | + 1 Runde   | 18    | 1:33,446 (39.)   |
| 16                                                                | Lance Stroll          | Aston Martin Aramco-Mercedes | 49     | 2      | + 1 Runde   | 16    | 1:32,745 (44.)   |
| 17                                                                | Jack Doohan           | Alpine-Renault               | 49     | 2      | + 1 Runde   | 17    | 1:33,150 (48.)   |
| 18                                                                | Gabriel Bortoleto     | Kick Sauber-Ferrari          | 49     | 2      | + 1 Runde   | 20    | 1:34,447 (39.)   |
| –                                                                 | Yūki Tsunoda          | Red Bull Racing-Honda RBPT   | 1      | 3      | DNF         | 08    | –                |
| –                                                                 | Pierre Gasly          | Alpine-Renault               | 0      | 2      | DNF         | 09    | –                |
| Fahrer des Tages: Max Verstappen (23,3 % der abgegebenen Stimmen) |                       |                              |        |        |             |       |                  |

Anmerkungen

1. ↑  Lawson beendete das Rennen als Elfter, erhielt allerdings noch eine Zeitstrafe von zeh Sekunden für ein Verlassen der Strecke

## WM-Stände nach dem Rennen
Die ersten zehn des Rennens bekamen 25, 18, 15, 12, 10, 8, 6, 4, 2 bzw. 1 Punkt(e).

### Fahrerwertung
| Pos. | Fahrer                | Konstrukteur                 | Punkte |
| ---- | --------------------- | ---------------------------- | ------ |
| 01   | Oscar Piastri         | McLaren-Mercedes             | 99     |
| 02   | Lando Norris          | McLaren-Mercedes             | 89     |
| 03   | Max Verstappen        | Red Bull Racing-Honda RBPT   | 87     |
| 04   | George Russell        | Mercedes                     | 73     |
| 05   | Charles Leclerc       | Ferrari                      | 47     |
| 06   | Andrea Kimi Antonelli | Mercedes                     | 38     |
| 07   | Lewis Hamilton        | Ferrari                      | 31     |
| 08   | Alexander Albon       | Williams-Mercedes            | 20     |
| 09   | Esteban Ocon          | Haas-Ferrari                 | 14     |
| 10   | Lance Stroll          | Aston Martin Aramco-Mercedes | 10     |

| Pos. | Fahrer            | Konstrukteur                                       | Punkte |
| ---- | ----------------- | -------------------------------------------------- | ------ |
| 11   | Pierre Gasly      | Alpine-Renault                                     | 6      |
| 12   | Nico Hülkenberg   | Kick Sauber-Ferrari                                | 6      |
| 13   | Oliver Bearman    | Haas-Ferrari                                       | 6      |
| 14   | Carlos Sainz jr.  | Williams-Mercedes                                  | 5      |
| 15   | Isack Hadjar      | Racing Bulls-Honda RBPT                            | 5      |
| 16   | Yuki Tsunoda      | Red Bull Racing-Honda RBPT/Racing Bulls-Honda RBPT | 5      |
| 17   | Fernando Alonso   | Aston Martin Aramco-Mercedes                       | 0      |
| 18   | Liam Lawson       | Racing Bulls-Honda RBPT/Red Bull Racing-Honda RBPT | 0      |
| 19   | Jack Doohan       | Alpine-Renault                                     | 0      |
| 20   | Gabriel Bortoleto | Kick Sauber-Ferrari                                | 0      |

### Konstrukteurswertung
| Pos. | Konstrukteur               | Punkte |
| ---- | -------------------------- | ------ |
| 01   | McLaren-Mercedes           | 188    |
| 02   | Mercedes                   | 111    |
| 03   | Red Bull Racing-Honda RBPT | 89     |
| 04   | Ferrari                    | 78     |
| 05   | Williams-Mercedes          | 25     |

| Pos. | Konstrukteur                 | Punkte |
| ---- | ---------------------------- | ------ |
| 06   | Haas-Ferrari                 | 20     |
| 07   | Aston Martin Aramco-Mercedes | 10     |
| 08   | Racing Bulls-Honda RBPT      | 8      |
| 09   | Alpine-Renault               | 6      |
| 10   | Kick Sauber-Ferrari          | 6      |